# 鱼簖
鱼簖又名鱼箔，拦住溪流、河流、湖汊插在水里的竹栅栏，用来阻挡鱼儿、虾子、螃蟹等，然后捕捉。与此同时，鱼簖舍则是渔民或渔业管理员居住、看管的住所。鱼簖和鱼簖舍是具有中国江南水乡文化特色的物品。

## 文化典故
唐朝诗人张祜《题杭州孤山寺》：“断桥荒藓合，空院落花深”。（断通“簖”）
唐朝文学家陆龟蒙《五沪诗题注》“沪，吴人今谓之簖”。
金朝赵秉文《墓归》：“行过断桥沙路黑，忽从电影得前村”。
南宋诗人陆游《嵇山行》：“村村作蟹椴，处处起鱼梁”。
清朝顾于观《南楼四咏》：“门前空有断桥在，十日人无款竹扉”。
清朝女诗人李壬《由武原至梅里》：“望见簖桥心便喜，急收帆脚到侬家”。
在中国古代，鱼簖在许多地方是明令禁止使用的捕鱼器具，原因是鱼簖阻碍了航船通行、泄洪等。《萧山县志》：“土棍肆将官河水道筑箔蓄鱼，重重隔截，节节阻碍，一遇淫雨泛滥，宣泄迂回”

## 法律

### 中国大陆
福建省《福建省实施<渔业法>办法》第四十二条“使用禁用的渔具、破坏渔业资源的捕捞方法，以及违反最小网目尺寸规定进行捕捞的，没收渔获物和违法所得，并按照下列规定分别处以罚款：第三项使用鸬鹚、鱼簖、目鱼笼捕鱼以及其他禁用渔具和捕捞方法的，处200元至2000元的罚款；使用陷阱网（长袖定置网）进行捕捞没收渔获物和违法所得，处1000元到1500元罚款”。”